# Dinkelsbühl
Dinkelsbühl (pronunciación en alemán: /ˈdɪŋkl̩sˌbyːl/ⓘ) es una ciudad antigua de Baviera, Alemania. Se encuentra ubicada en el distrito de Ansbach, al norte de Aalen.

## Historia
La ciudad fue fortificada por el emperador Enrique V. En 1305 se le otorgaron a la ciudad los mismos derechos que a Ulm y en 1351 se la reconoció como Ciudad Imperial Libre. Su código municipal, el Dinkelsbühler Recht, que fue publicado en 1536 y revisado en 1738, contenía una amplia colección de leyes sobre derecho público y privado.
Durante la reforma protestante, Dinkelsbühl se destacó junto con Ravensburgo, Augsburgo y Biberach an der Riß — por ser Ciudades Mixtas Imperiales en las cuales la Paz de Westfalia permitió establecer un sistema administrativo y de gobierno mixto católico–protestante, con oficinas de igualdad y una proporción equitativa de empleados católicos y protestantes. Este sistema se prolongó hasta 1802, cuando estas ciudades fueron anexadas al Reino de Baviera.
Todos los veranos se conmemora en Dinkelsbühl la rendición de la ciudad en 1645 a las tropas suecas durante la Guerra de los Treinta Años. Esta puesta en escena cuenta con la participación de muchos de los habitantes de la ciudad y consiste en un gran bando de tropas suecas que atacan la puerta de la ciudad mientras que la escena es observada por niños vestidos en trajes tradicionales. Este evento histórico es llamado el "Kinderzeche" y presenta similitudes con el "Meistertrunk" que se realiza en Rotenburgo.

## Galería

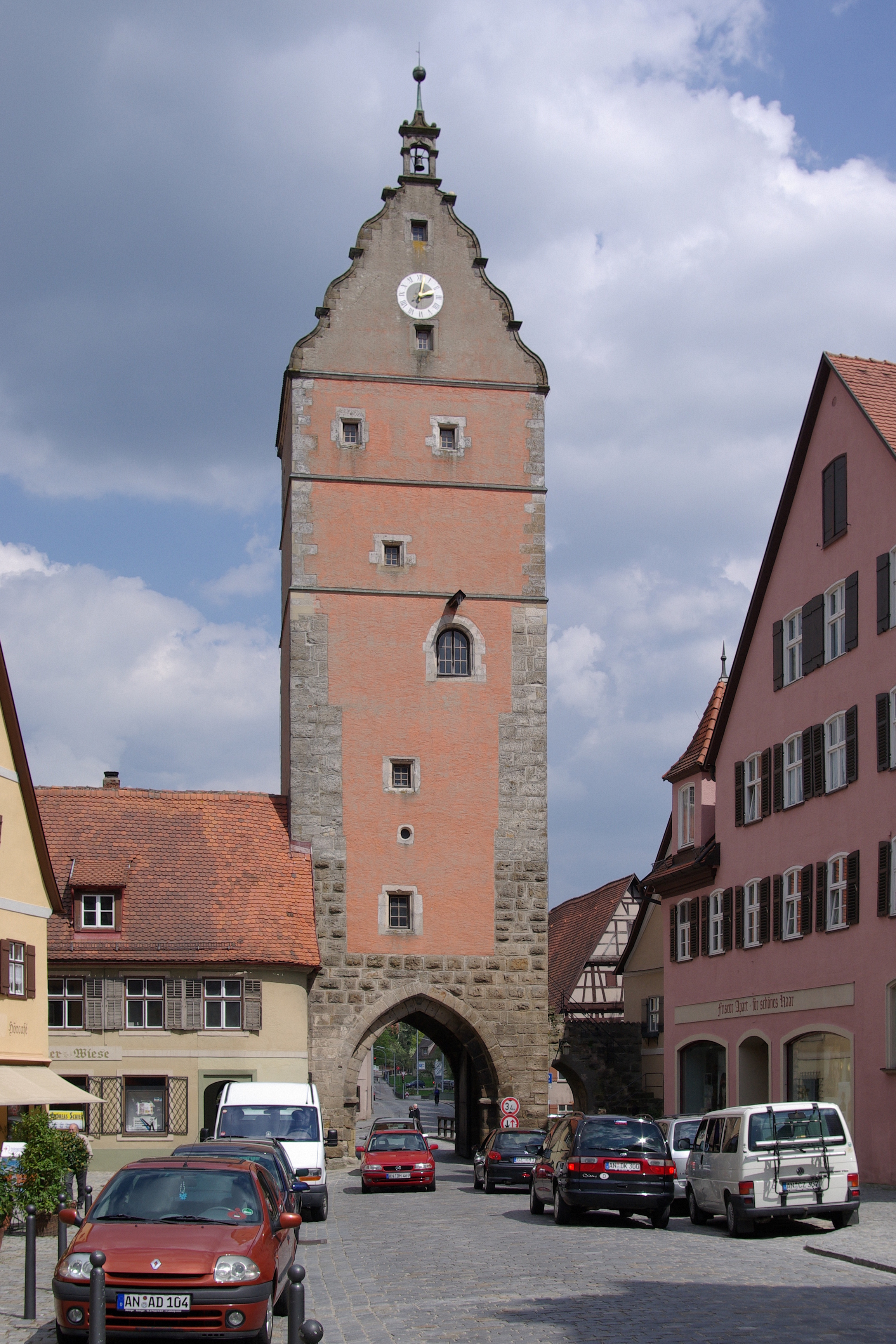
Puerta de Woernitz
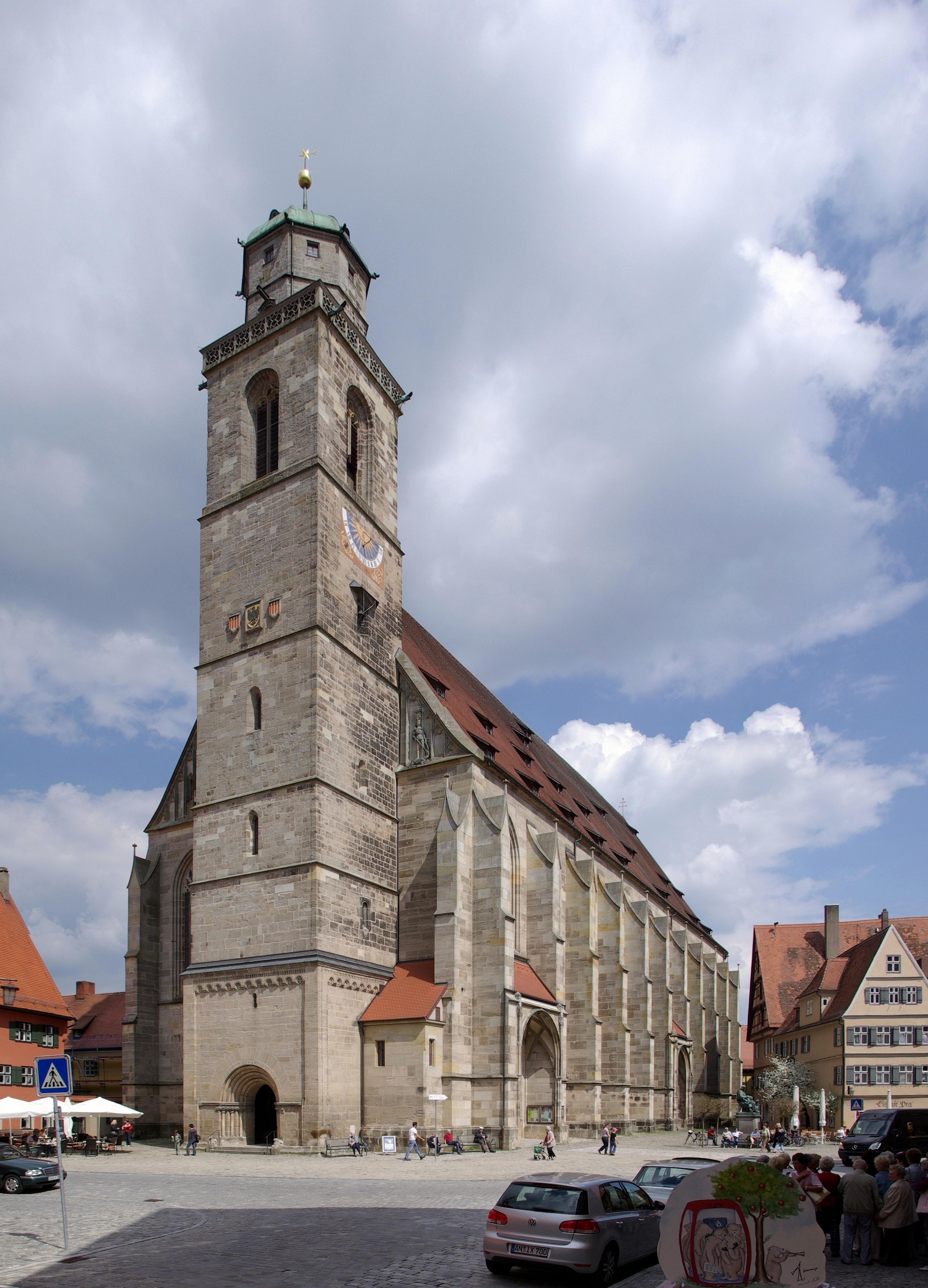
Catedral de San Jorge
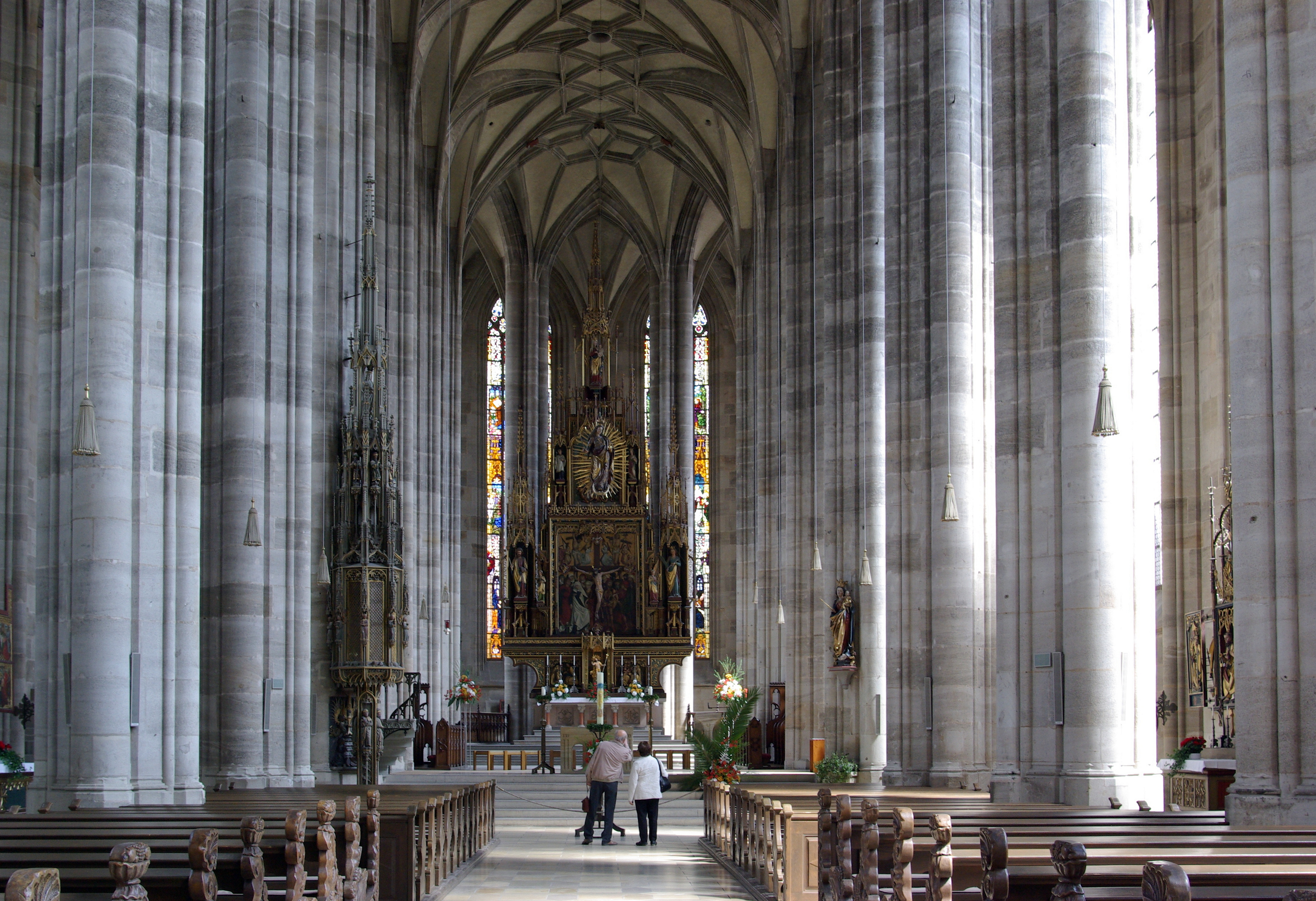
Interior de la catedral de San Jorge
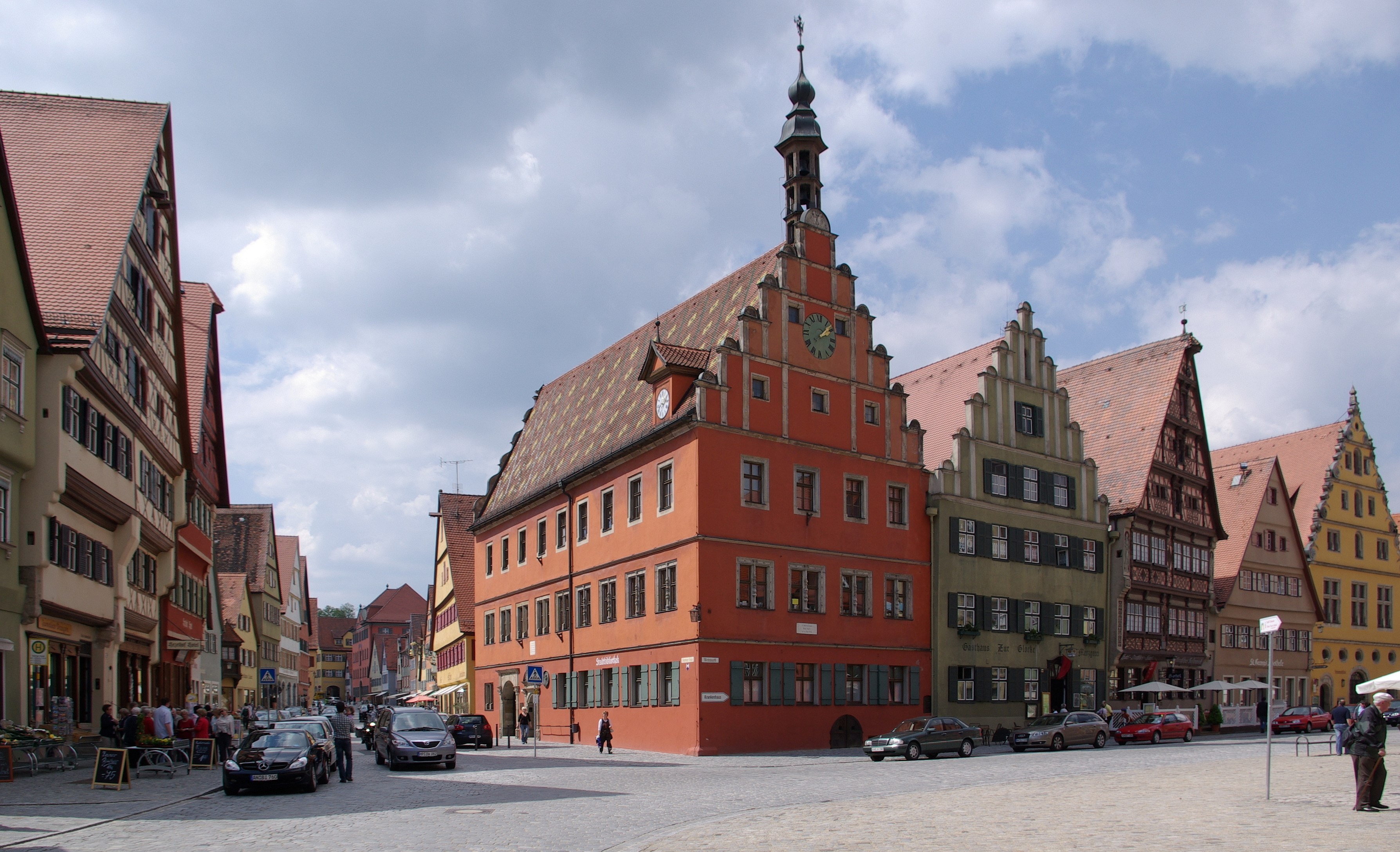
Plaza del mercado con la "Deutsches Haus" (tercera desde la derecha)
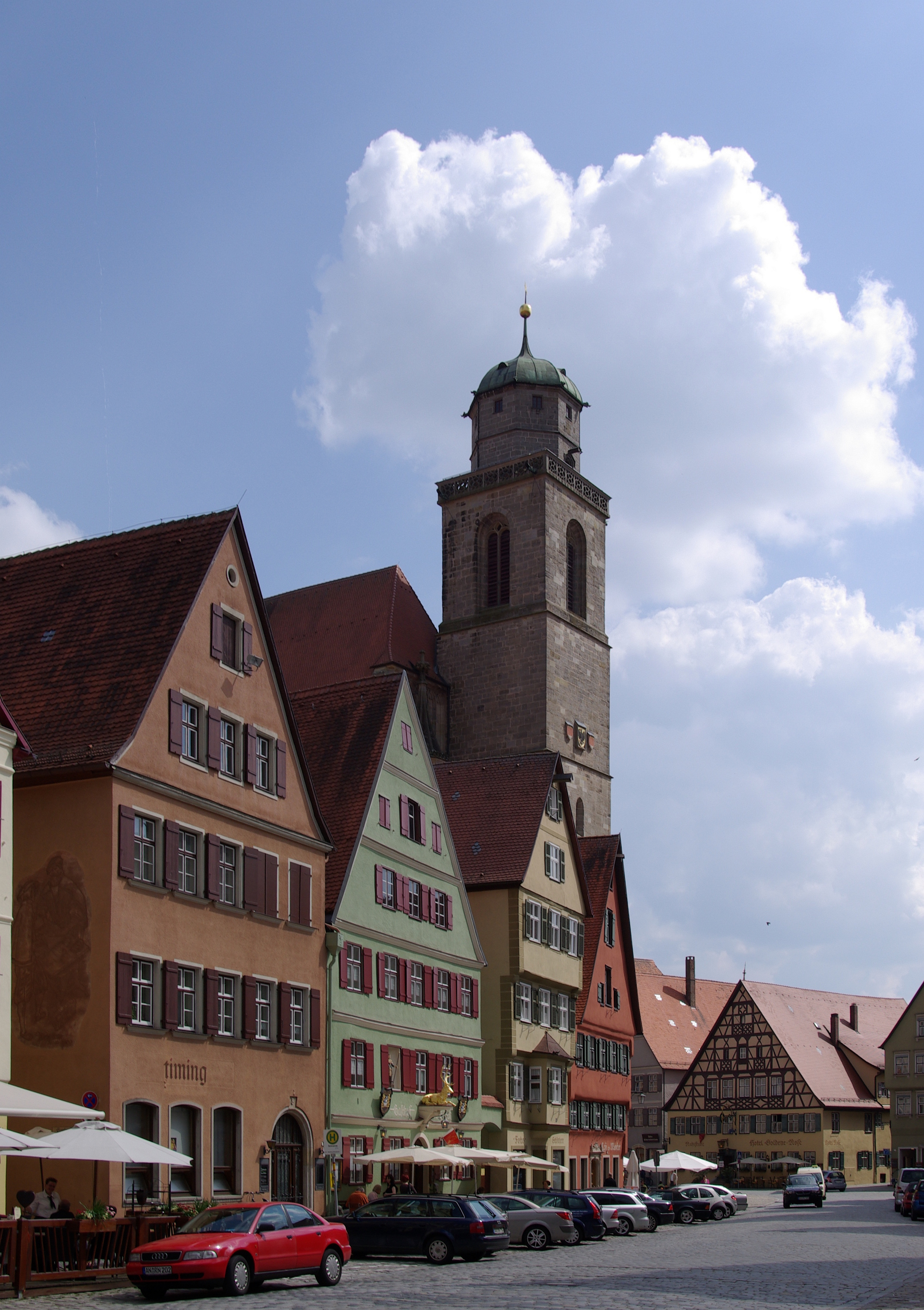
Mercado del vino
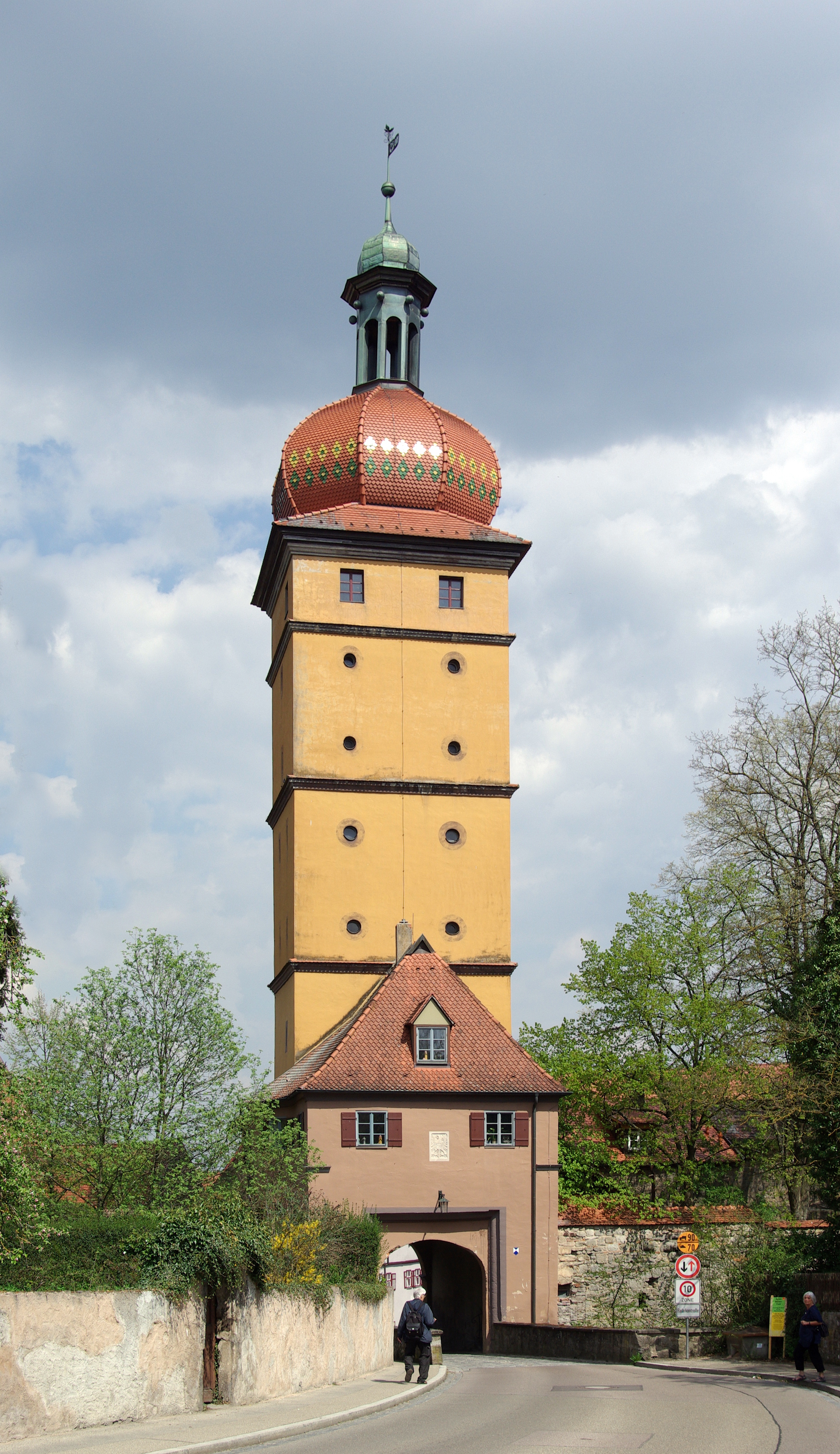
Puerta de Segring
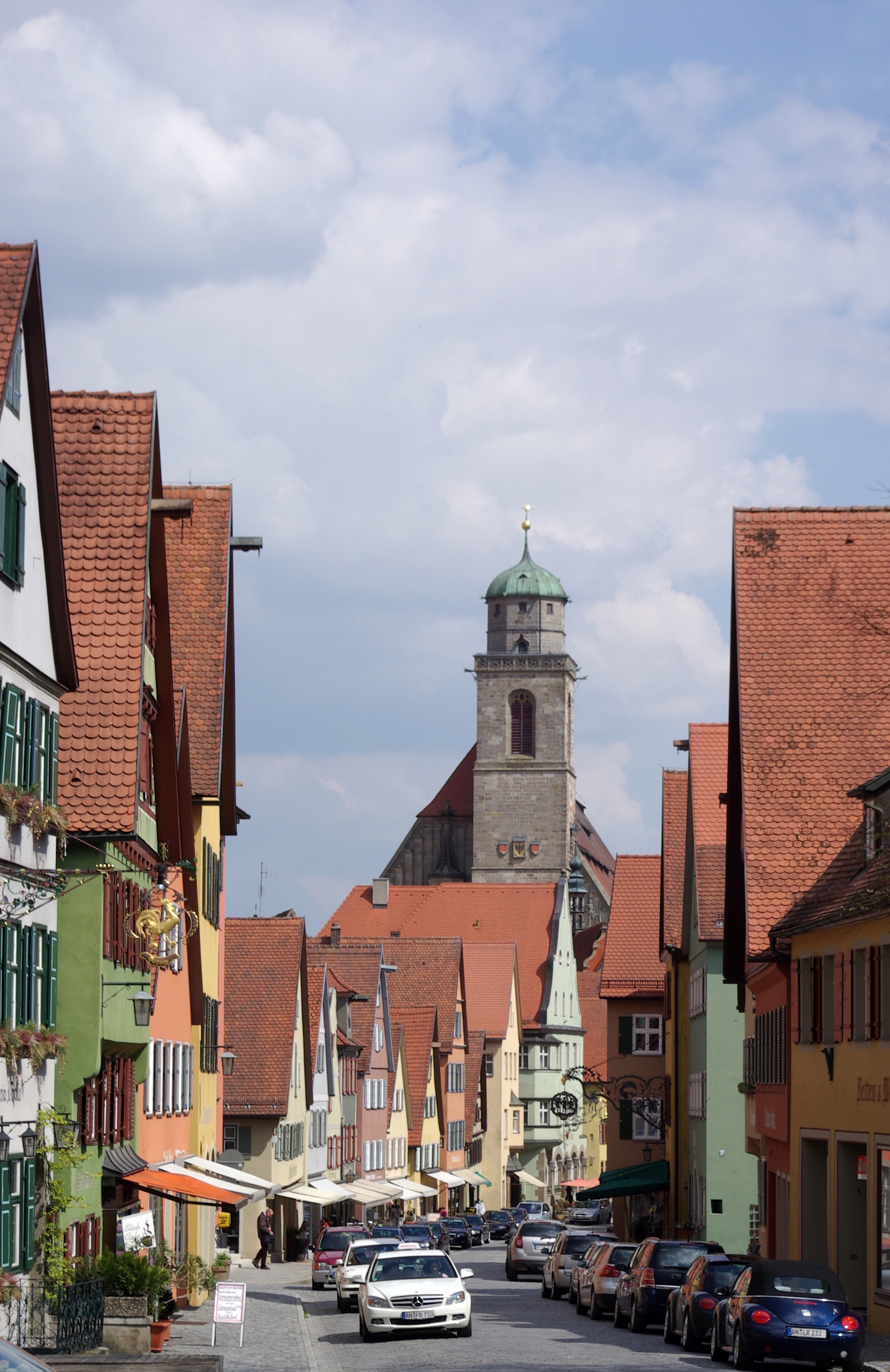
Calle Segring
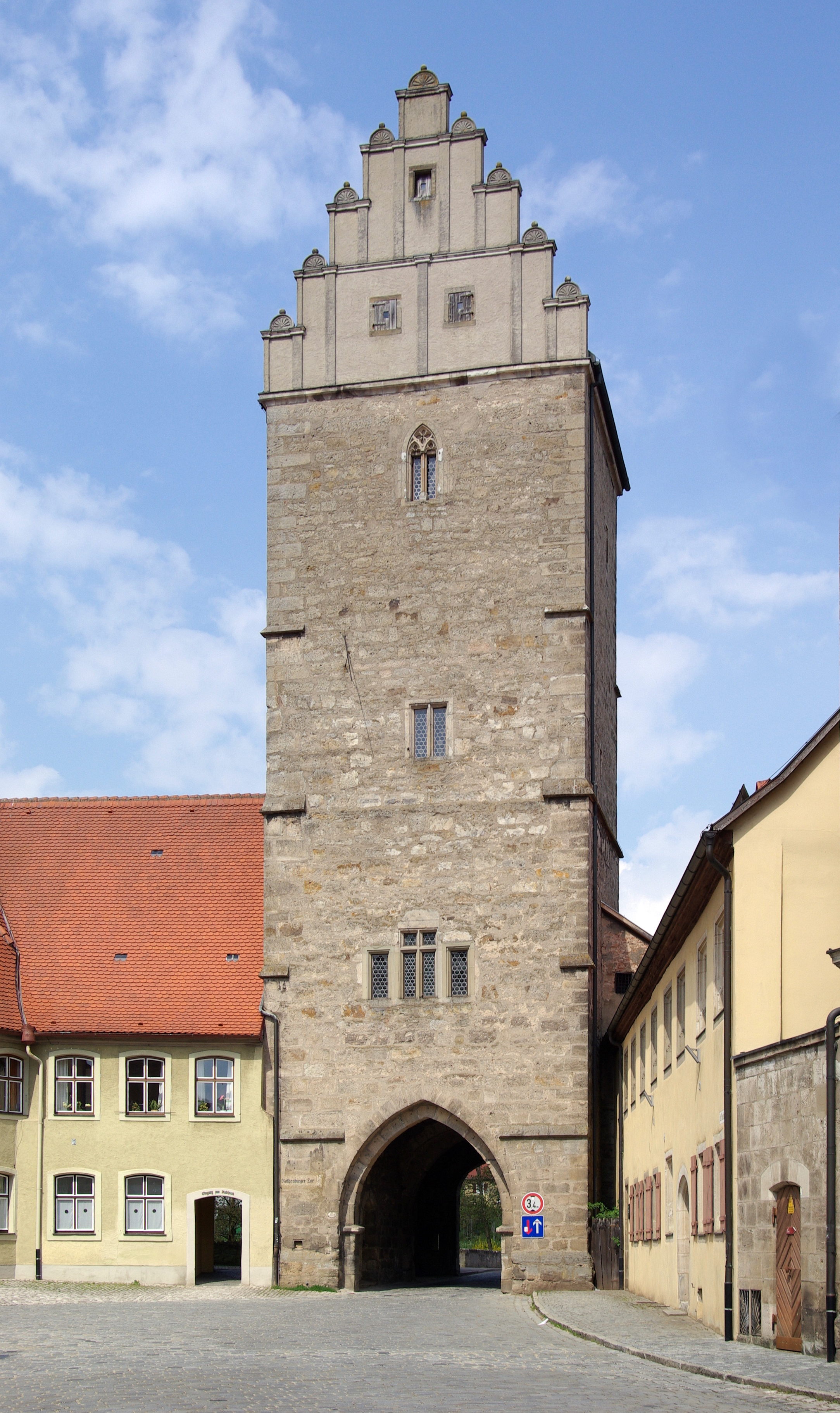
Puerta de Rotenburgo
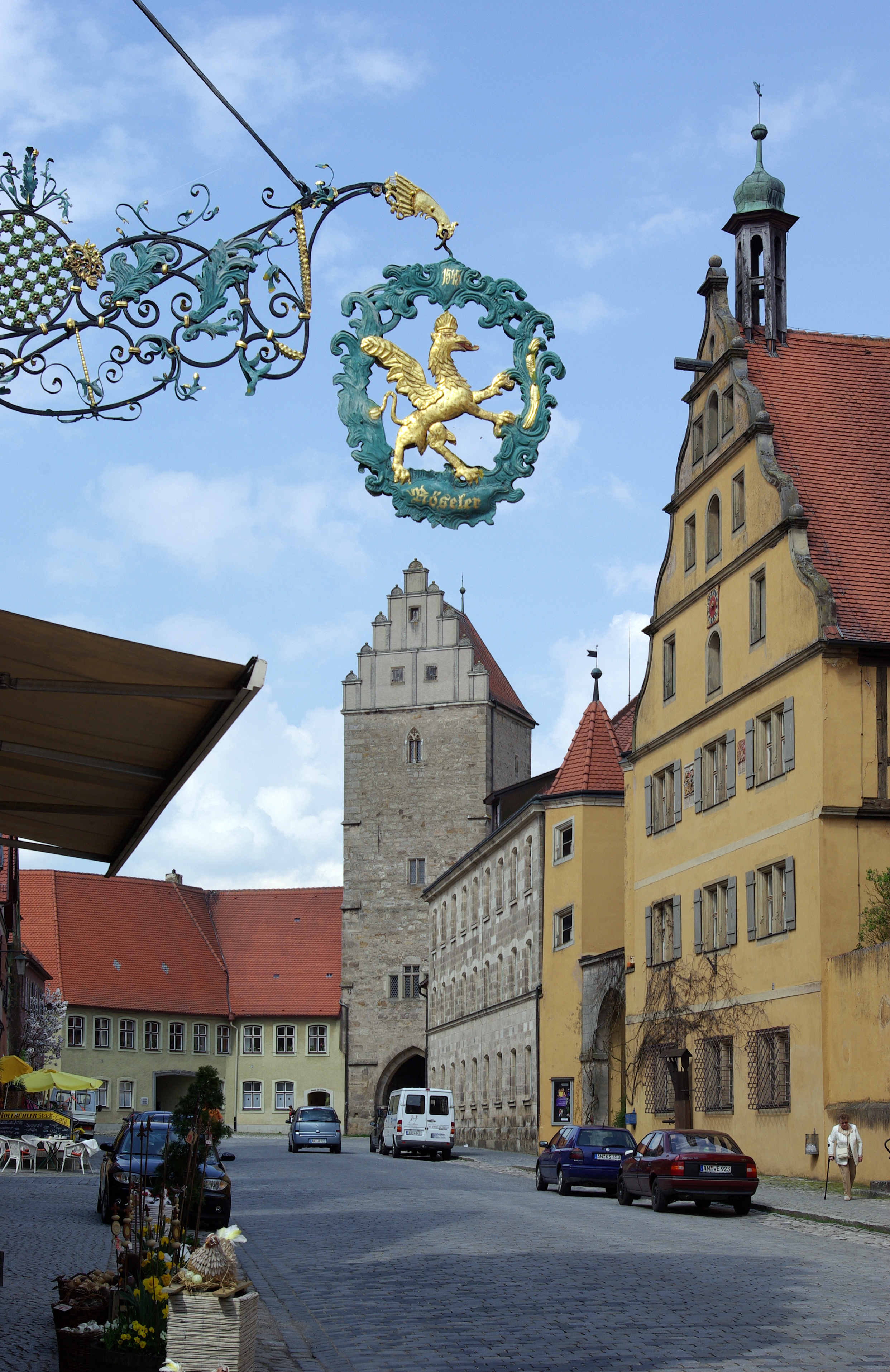
Calle Dr.-Martin-Luther
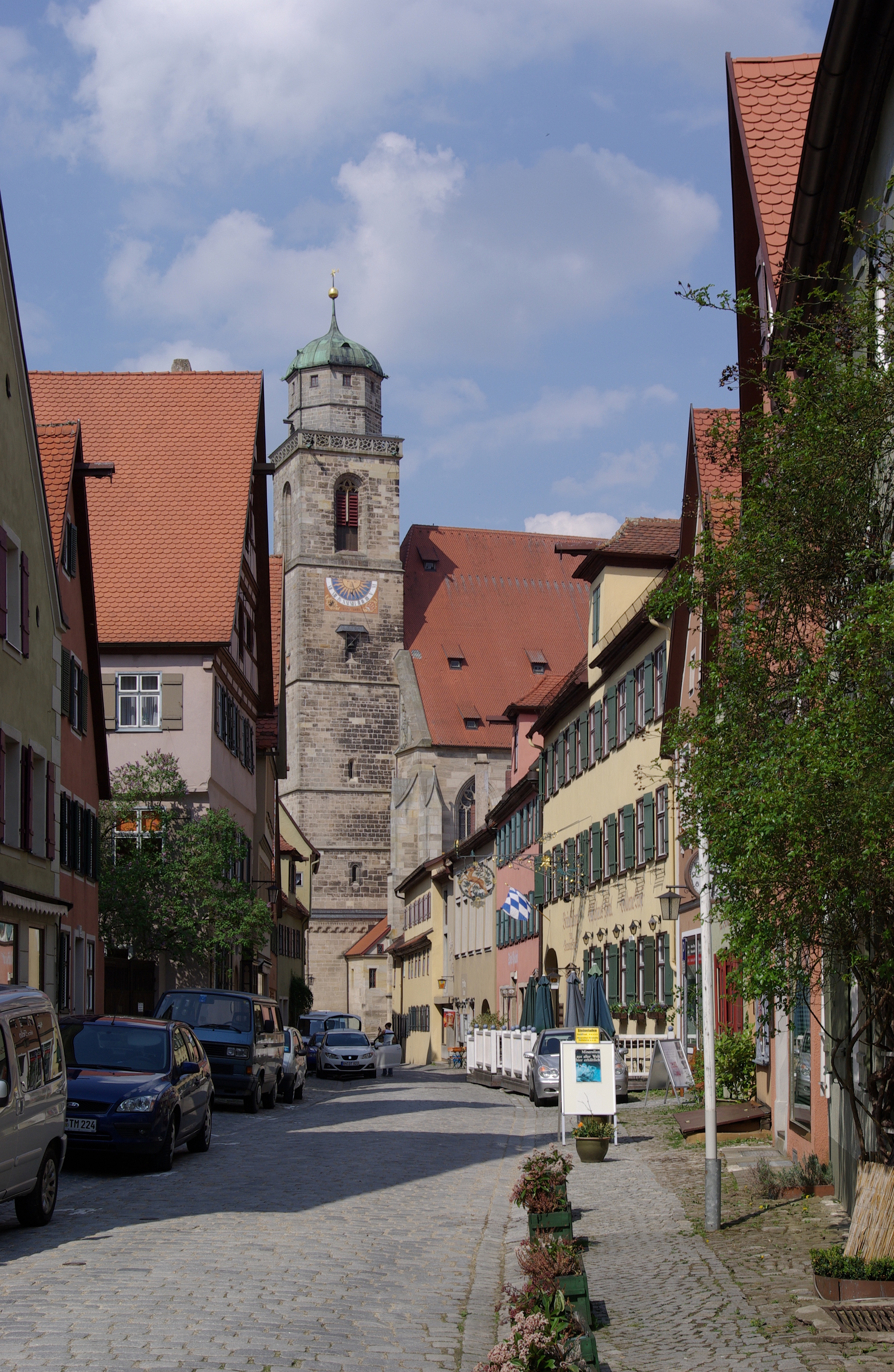
Calle de la Torre
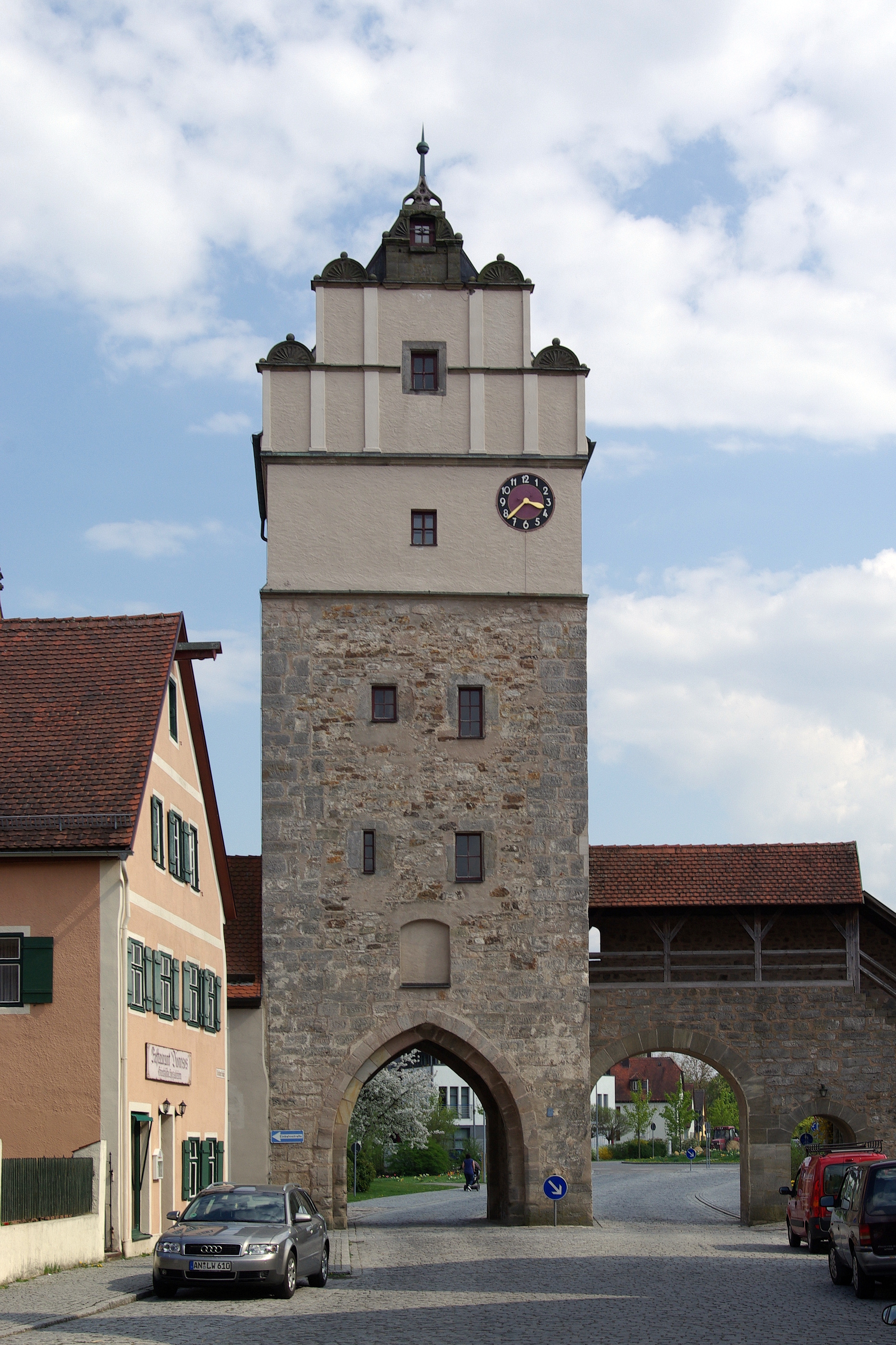
Puerta de Nördling
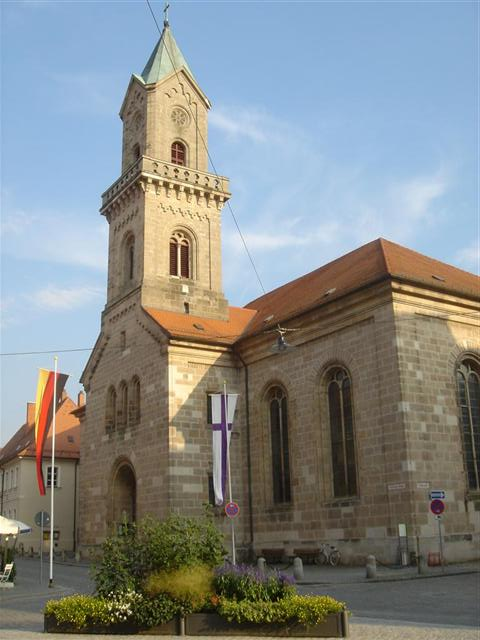
Iglesia de San Pablo